# Winfried Eichler
Winfried Eichler (* 15. Oktober 1939 in Rodewisch; † 2004) war ein deutscher Politiker (CDU).
Eichler promovierte 1975 an der Hochschule für Ökonomie Berlin in Berlin-Karlshorst zur Thematik Möglichkeiten, Schritte und Nutzen der wirtschaftsorganisatorischen Umgestaltung der Produktion von Konfektionserzeugnissen im Bezirk Karl-Marx-Stadt: dargestellt am Beispiel der Erzeugnisgruppe Arbeits- und Berufsbekleidung. 
Vom 31. Mai 1990 bis zum 26. Januar 1995 war Eichler Landrat des Landkreises Auerbach. Seit 1991 gehörte er dem Präsidium des Deutschen Landkreistags an und stand vom 24. Oktober 1991 bis zum 26. Januar 1995 dem Sächsischen Landkreistag e. V. als Präsident vor. Wegen Vorwürfen bezüglich einer Zusammenarbeit mit dem Ministerium für Staatssicherheit trat er von seinen Ämtern zurück; Franz Hornung übernahm das Amt des amtierenden Landrats. Hintergrund war, dass Eichler von 1985 bis 1989 als stellvertretender Leiter eines Staatsplanvorhabens dem MfS Berichte geliefert hatte, in offiziellen Befragungen in der Nachwendezeit sowohl 1991 als auch 1994 eine Zusammenarbeit aber verneint hatte. Ein von der Staatsanwaltschaft Zwickau angestrengter Prozess wegen Anstellungsbetrugs endete 1997 vor dem Amtsgericht Auerbach mit einem Freispruch Eichlers, da es nur den Tatbestand der Täuschung erfüllt sah.
Er lebte in Falkenstein/Vogtl.